# Roubanina
Roubanina település Csehországban, a Blanskói járásban. Roubanina Velké Opatovice, Horní Smržov és Slatina településekkel határos. Lakosainak száma 124 fő (2024. január 1.).

## Népesség
A település lakosságának változását az alábbi diagram mutatja:
| Lakosok száma | 261  | 272  | 236  | 160  | 136  | 134  | 132  | 130  | 107  | 124  |
|               | 1869 | 1900 | 1921 | 1961 | 1980 | 2011 | 2016 | 2019 | 2021 | 2024 |